# Gunung Panto
Gunung Panto är ett berg i Indonesien.   Det ligger i provinsen Aceh, i den västra delen av landet, 1 600 km nordväst om huvudstaden Jakarta. Toppen på Gunung Panto är 482 meter över havet, eller 149 meter över den omgivande terrängen. Bredden vid basen är 2,0 km.
Terrängen runt Gunung Panto är kuperad åt nordost, men åt sydväst är den platt. Runt Gunung Panto är det ganska tätbefolkat, med 78 invånare per kvadratkilometer. I omgivningarna runt Gunung Panto växer i huvudsak städsegrön lövskog.